# 1000-km-Rennen von Jerez 1987

Circuito de Jerez (1985–1991)

Das 1000-km-Rennen von Jerez 1987, auch 1000 km Jerez, fand am 29. März auf dem Circuito de Jerez statt und war der zweite Wertungslauf der Sportwagen-Weltmeisterschaft dieses Jahres.

## Das Rennen
Das 1000-km-Rennen von Jerez war das zweite Saisonrennen der Sportwagen-Weltmeisterschaft 1987. Das erste Rennen, das 360-km-Rennen von Jarama, endete mit dem Gesamtsieg von Jan Lammers und John Watson im Jaguar XJR-8. Auch das Rennen in Jerez gewann das Jaguar-Werksteam. Diesmal siegten Eddie Cheever und Raul Boesel mit drei Runden Vorsprung auf den Kremer-Porsche 962C, bei dem Kris Nissen und Volker Weidler am Steuer saßen.
Die Gruppe-C2-Wertung sicherten sich Fermín Vélez und Gordon Spice auf einem Spice SE86C.

## Ergebnisse

### Schlussklassement
| 1                  | C1 | 4   | Silk Cut Jaguar             | Eddie Cheever Raul Boesel                        | Jaguar XJR-8   | 211 |
| 2                  | C1 | 10  | Kremer Porsche Racing       | Kris Nissen Volker Weidler                       | Porsche 962C   | 208 |
| 3                  | C1 | 17  | Rothmans Porsche            | Hans-Joachim Stuck Derek Bell                    | Porsche 962C   | 205 |
| 4                  | C2 | 111 | Spice Engineering           | Fermín Vélez Gordon Spice                        | Spice SE86C    | 199 |
| 5                  | C2 | 101 | Ecurie Ecosse               | Ray Mallock David Leslie                         | Ecosse C286    | 199 |
| 6                  | C1 | 2   | Brun Motorsport             | Gianfranco Brancatelli Massimo Sigala            | Porsche 962C   | 188 |
| 7                  | C1 | 3   | Brun Motorsport             | Oscar Larrauri Jesús Pareja Walter Brun          | Porsche 962C   | 186 |
| 8                  | C1 | 11  | Kremer Porsche Racing       | Emilio de Villota Paco Romero                    | Porsche 962C   | 162 |
| Nicht klassiert    |    |     |                             |                                                  |                |     |
| 9                  | C2 | 198 | Cosmik Roy Baker Racing     | Costas Los Pasquale Barberio                     | Tiga GC286     | 144 |
| Ausgefallen        |    |     |                             |                                                  |                |     |
| 10                 | C1 | 18  | Rothmans Porsche            | Jochen Mass Bob Wollek                           | Porsche 962C   | 161 |
| 11                 | C2 | 114 | Team Tiga Ford Denmark      | Thorkild Thyrring Leif Lindström                 | Tiga GC287     | 128 |
| 12                 | C2 | 115 | Ada Engineering             | Mike Wilds Ian Harrower                          | Gebhardt JC843 | 121 |
| 13                 | C2 | 117 | Team Lucky Strike Schanche  | Will Hoy Martin Schanche                         | Argo JM19B     | 114 |
| 14                 | C2 | 104 | URD Junior Team             | Hellmut Mundas Rudi Seher Dieter Heinzelmann     | URD C81/2      | 113 |
| 15                 | C2 | 116 | Techno Racing               | Jean-Pierre Frey Oscar Berselli Luigi Taverna    | Alba AR3       | 88  |
| 16                 | C1 | 5   | Silk Cut Jaguar             | Jan Lammers John Watson                          | Jaguar XJR-8   | 65  |
| 17                 | C2 | 178 | Automobiles Louis Descartes | Dominique Lacaud Gérard Tremblay Louis Descartes | ALD 02         | 32  |
| 18                 | C1 | 15  | Britten-Lloyd Racing        | Jonathan Palmer Mauro Baldi                      | Porsche 962C   | 27  |
| 19                 | C2 | 106 | Kelmar Racing               | Maurizio Gellini Ranieri Randaccio Vito Veninata | Tiga GC85      | 20  |
| 20                 | C1 | 1   | Brun Motorsport             | Frank Jelinski Walter Brun                       | Porsche 962C   | 5   |
| Nicht qualifiziert |    |     |                             |                                                  |                |     |
| 21                 | C2 | 103 | John Bartlett Racing        | Kenneth Leim Max Cohen-Olivar Val Musetti        | Bardon DB1/2   | 1   |
| 22                 | C1 | 4T  | Silk Cut Jaguar             | Eddie Cheever John Nielsen                       | Jaguar XJR-8   | 2   |
| 23                 | C1 | 17T | Rothmans Porsche            | Hans-Joachim Stuck Derek Bell                    | Porsche 962C   | 3   |

1 nicht qualifiziert
2 Trainingswagen
3 Trainingswagen

### Nur in der Meldeliste
Hier finden sich Teams, Fahrer und Fahrzeuge, die ursprünglich für das Rennen gemeldet waren, aber aus den unterschiedlichsten Gründen daran nicht teilnahmen.
| Pos. | Klasse | Nr. | Team          | Fahrer                            | Chassis   |
| ---- | ------ | --- | ------------- | --------------------------------- | --------- |
| 24   | C2     | 125 | Bruno Sotty   | Bruno Sotty Noël del Bello        | Tiga GC85 |
| 25   | C2     | 196 | Patrick Oudet | Patrick Oudet Jean-Claude Justice | GKW 862P  |

### Klassensieger
| Klasse | Fahrer        | Fahrer       | Fahrzeug     | Platzierung im Gesamtklassement |
| ------ | ------------- | ------------ | ------------ | ------------------------------- |
| C1     | Eddie Cheever | Raul Boesel  | Jaguar XJR-8 | Gesamtsieg                      |
| C2     | Fermín Vélez  | Gordon Spice | Spice SE86C  | Rang 4                          |

### Renndaten
- Gemeldet: 25
- Gestartet: 20
- Gewertet: 8
- Rennklassen: 2
- Zuschauer: 6000
- Wetter am Renntag: warm und trocken
- Streckenlänge: 4.218 km
- Fahrzeit des Siegerteams: 6:01:15,460 Stunden
- Gesamtrunden des Siegerteams: 211
- Gesamtdistanz des Siegerteams: 889,998 km
- Siegerschnitt: 147,817 km/h
- Pole Position: Hans-Joachim Stuck – Porsche 962C (17) – 1.29.190 – 170,252 km/h
- Schnellste Rennrunde: unbekannt
- Rennserie: 2. Lauf zur Sportwagen-Weltmeisterschaft 1987